# Marek Jurek

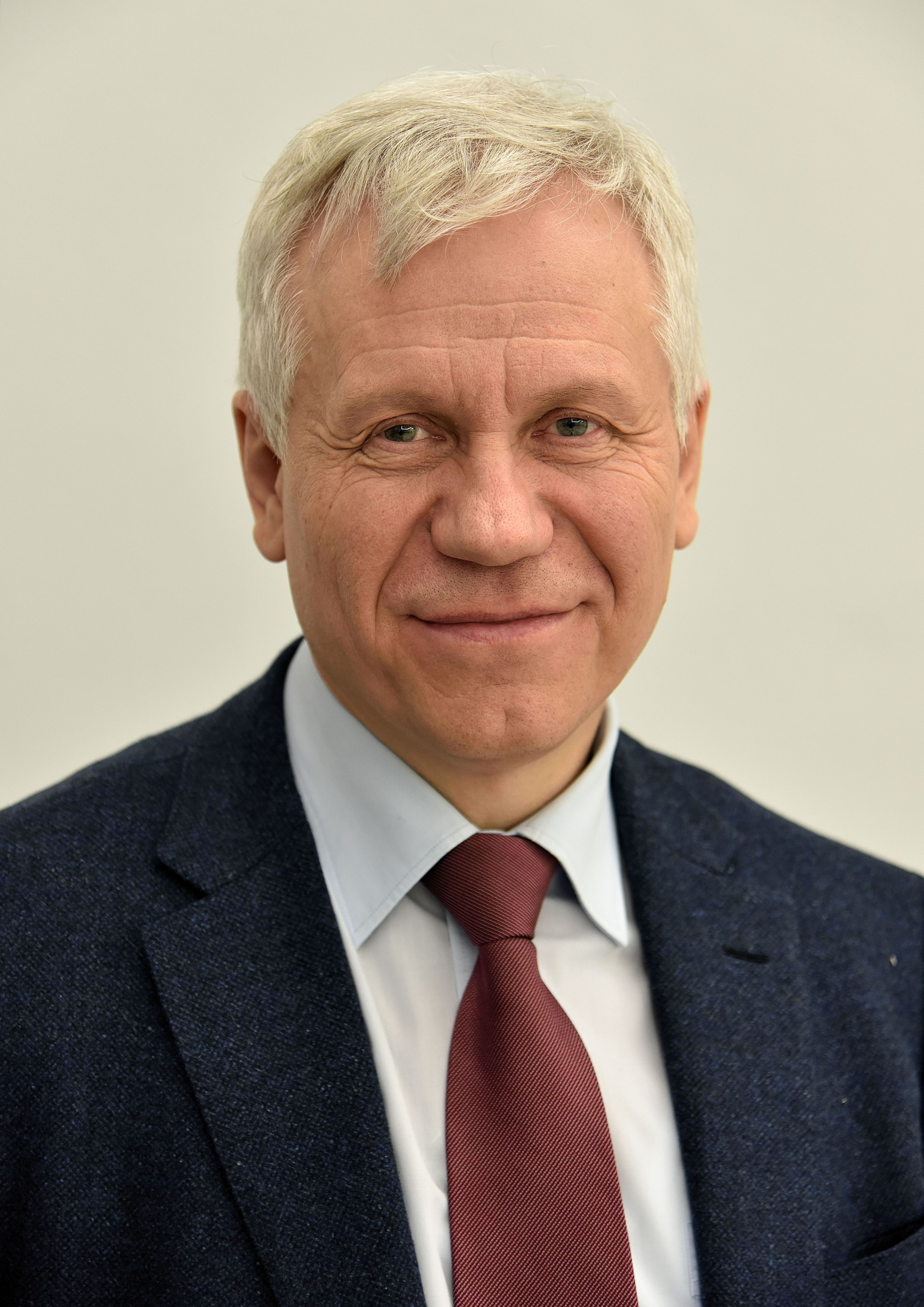
Marek Jurek

Marek Jurek (* 28. Juni 1960 in Gorzów Wielkopolski) ist ein polnischer Historiker und Politiker (ZChN, PP, PiS, PR). Er war von 1989 bis 1993 und von 2001 bis 2007 Mitglied des Sejm in der X. (Volksrepublik), I., IV. und V. (Dritte Republik) Wahlperiode. Von 2005 bis 2007 war er Sejmmarschall. Er gehörte von 2014 bis 2019 dem Europäischen Parlament an.

## Leben und Beruf
Jurek studierte Geschichte an der Adam-Mickiewicz-Universität Posen. Seine Abschlussarbeit trug den Namen „Nacjonalizm i totalizm. Porównanie programów Stronnictwa Narodowego i Ruchu Narodowo-Radykalnego“. Von 1995 bis 2001 gehörte er dem Nationalen Rundfunkrat Polens an. Er ist regelmäßiger Kolumnist der katholischen Zeitungen „Niedziela“, „Gość Niedzielny“ und „Idziemy“.
Jurek ist verheiratet und hat vier Kinder.

## Politik
Seit Endes der 1970er Jahre engagierte Jurek sich in oppositionellen Kreisen. Er beteiligte sich an der Gründung der Ruch Młodej Polski und gehörte dem Vorstand des Unabhängigen Studentenverbandes NZS an. Er war Redakteur der Untergrundzeitung „Polityki Polskiej“ und des Emigrantenblattes „Znaków Czasu“.
Jurek war 1989 Mitgründer der Zjednoczenie Chrześcijańsko-Narodowe (ZChN) und Vorsitzender des Generalrats der Partei. Er war mehrmals Abgeordneter im Sejm. Erstmals wurde er bei der halbfreien Wahl 1989 auf der Liste des Komitet Obywatelski „Solidarność” in den sogenannten Vertragssejm gewählt. Bei der ersten vollständig freien Parlamentswahl 1991 wurde er für die ZChN auf der Liste der Wyborcza Akcja Katolicka wiedergewählt. Bei der folgenden Wahl 1993 beteiligte sich die ZChN am Wahlbündnis Katolicki Komitet Wyborczy „Ojczyzna”, das mit 6,4 % der Stimmen an der neu eingeführten 8-%-Hürde für Wahlbündnisse scheiterte.
Im März 2001 beteiligte Jurek sich an der Gründung der Partei Przymierze Prawicy (PP). Über ein Wahlbündnis dieser Partei mit der Prawo i Sprawiedliwość (PiS) kehrte er bei der Parlamentswahl 2001 in den Sejm zurück. Mit dem Beitritt der PP zur PiS wurde er im Juni 2002 deren Mitglied. Bei der Parlamentswahl 2005 wurde er für die PiS wiedergewählt. Vom 26. Oktober 2005 bis 27. April 2007 war er als Nachfolger von Włodzimierz Cimoszewicz Sejmmarschall. Nachdem 2007 das von ihm unterstützte Vorhaben, ein verschärftes Abtreibungsrecht in Verfassung zu verankern gescheitert war, verließ Jurek die PiS und war er an der Gründung der Partei Prawica Rzeczypospolitej (PR) beteiligt. Zudem trat er als Sejmmarschall zurück. Von 2007 bis 2018 war er Vorsitzender der PR. 2007 kandidierte er mit seinem eigenen Wahlbündnis, das von der PR sowie der Liga Polskich Rodzin, Unia Polityki Realnej und der Liga Prawicy Rzeczypospolitej unterstützt wurde, ebenso erfolglos zum Senat der Republik Polen, wie ein Jahr später bei einer Nachwahl. Bei der Europawahl 2009 scheiterte er mit der PR an der 5-%-Hürde. Bei der Präsidentschaftswahl 2010 schied er mit nur gut einem Prozent der Stimmen bereits im ersten Wahlgang aus.
Jurek wurde bei der Europawahl 2014 aufgrund einer Kooperation seiner PR mit der PiS zum Abgeordneten im Europäischen Parlament gewählt. Dort war er Mitglied im Unterausschuss für Sicherheit und Verteidigung und in der Delegation für die Beziehungen zum Panafrikanischen Parlament. Bei der Europawahl 2019 kandidierte er auf der Liste von Kukiz’15, scheiterte mit dieser jedoch an der 5-%-Hürde und schied aus dem Europaparlament aus.

## Preise und Auszeichnungen
- 2006 Litauische Medaille „13. Januar“[13]
- 2009 Kommandeursorden des Ordens Polonia Restituta[14]
- 2022 Kreuz der Freiheit und der Solidarität[15]